# Маркуша, Анатолий Маркович
Анатолий Маркович Марку́ша (настоящее имя — Арнольд Маркович Лурье; 1921—2005) — русский советский писатель, лётчик-истребитель, участник Великой Отечественной войны. Капитан (1954).

## Биография
Родился 20 июня 1921 года в Екатеринославе (Украинская Советская Социалистическая Республика; ныне Днепр, Украина) в еврейской семье. Отец — бухгалтер, мать — домохозяйка. В 1924 году семья переехала в Москву. В 1938 году окончил среднюю школу. До войны работал корреспондентом в газете «Вечерняя Москва».
С декабря 1939 года по август 1941 года был курсантом Борисоглебской военной авиационной школы. С августа 1942 — в 12-й воздушной армии Забайкальского фронта, в составе советских частей в Монголии. С января 1944 в 7-й воздушной армии Карельского фронта. Находился в действующей армии с июня 1944 по май 1945 года.
С апреля 1948 по июнь 1950 года — слушатель Школы летчиков-испытателей Министерства авиационной промышленности в подмосковном городе Жуковский, которую окончил без вручения официального свидетельства. В последующие годы работал летчиком-испытателем. За годы службы освоил около 50 типов самолётов. Уволен из армии в запас по состоянию здоровья 27 апреля 1954 года в звании капитана.
В последующие годы занимался журналистским и литературным трудом. В 1955—1958 годах входил в редколлегию журнала «Знамя». Первую книгу рассказов «Ученик орла» выпустил в 1957 году.
А. Маркуша — автор 106 книг общим тиражом более 15 млн экз. Книги переведены на 18 языков мира. Это книги о лётчиках, книги для детей.
Умер 30 августа 2005 года. Урна с прахом захоронена в колумбарии на Ваганьковском кладбище.